# Fluctus bannaensis
Espèce
Fluctus bannaensis est une espèce d'araignées aranéomorphes de la famille des Corinnidae.

## Distribution
Cette espèce est endémique du Yunnan en Chine,. Elle se rencontre à Jinghong.

## Description
Le mâle holotype mesure 7,76 mm et les femelles de 8,37 à 8,77 mm.

## Étymologie
Son nom d'espèce, composé de banna et du suffixe latin -ensis, « qui vit dans, qui habite », lui a été donné en référence au lieu de sa découverte, la préfecture de Xishuangbanna.

## Publication originale
- Jin & Zhang, 2020 : « Fluctus gen. nov., a new castianeirine genus from Yunnan, China (Araneae: Corinnidae). » Zootaxa, no 4821(1), p. 161-172.